# Chřástal nejmenší
Chřástal nejmenší (Zapornia pusilla) je malý druh chřástala z řádu krátkokřídlých. Podobá se chřástalu malému, od něhož se liší proužkovanými boky a kratšími křídly. Hnízdí v rašeliništích s porosty ostřic na nehluboké vodě. Vyskytuje se vzácně v jižní Evropě, početněji ve východní Evropě; k nám jen vzácně zaletuje (5× po roce 1989).

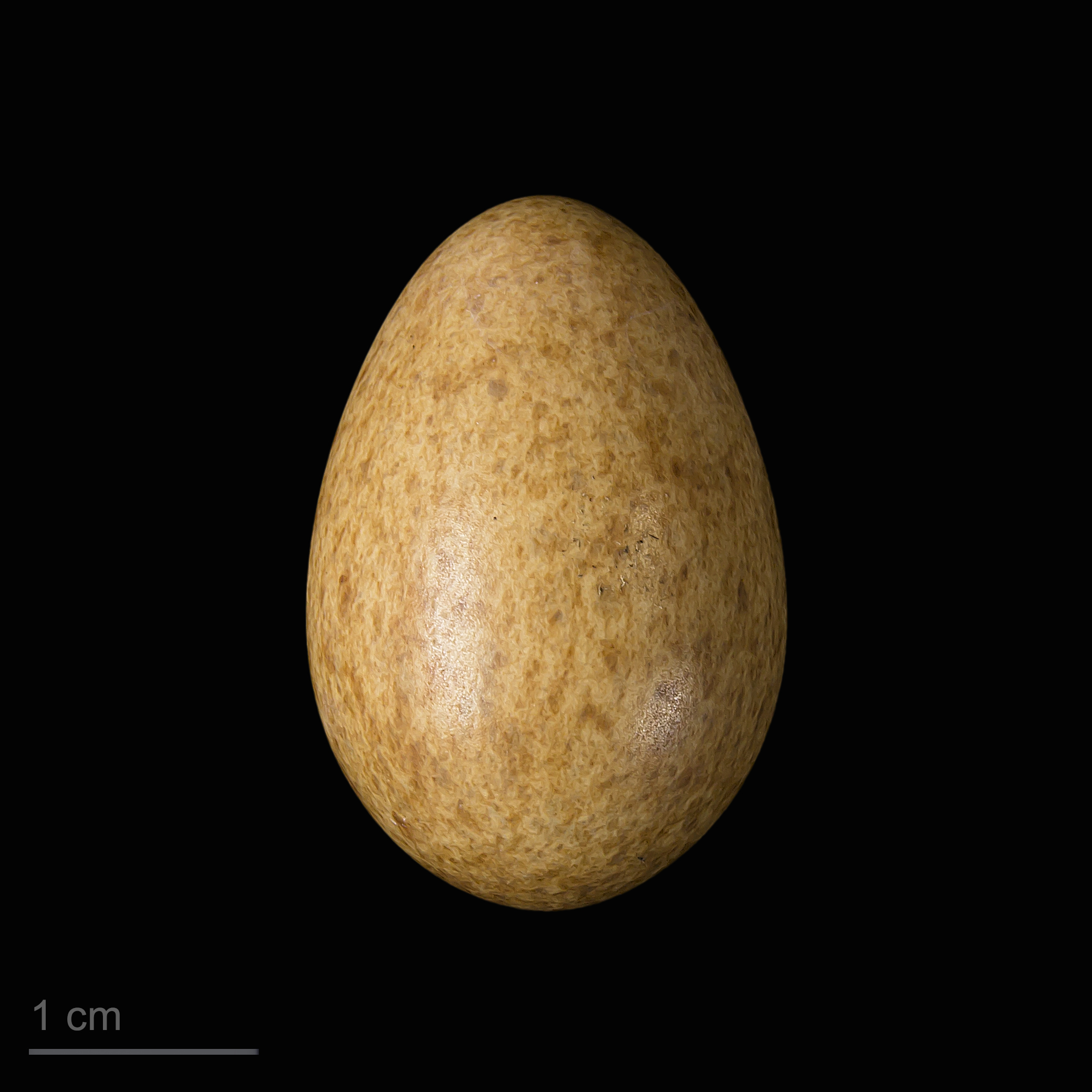
Vejce chřástala nejmenšího (Zapornia pusilla)
- Zapornia pusilla